# اس-متیل متیونین
اس-متیل متیونین (به انگلیسی: S-Methylmethionine) با فرمول شیمیایی C6H15NO2S+ یک ترکیب شیمیایی با شناسه پاب‌کم 2969 است. که جرم مولی آن ۱۶۴٫۲۴۷ گرم بر مول می‌باشد. 